# مارغريت تيودور
مارغريت (1489 – 1541) ملكة اسكتلندا وهي أكبر بنات هنري السابع ملك إنجلترا من زوجته إليزابيث ابنة إدوارد الرابع، وقد زوجت لجيمس الرابع وقد أثرت عليها الحروب بين اسكتلندا وإنكلترا وموت زوجها ومحاولتها للإبقاء على عرش ابنها فانشغلت بالمؤامرات والدسائس.

## زواجها
كانت قد ولدت في ويست مينستر في 29 نوفمبر 1489. وقبل هذا بدأت مفاوضات لتزويجها لجيمس الرابع وهي بعمر ستة سنوات وطالت لعدة سنوات، وكان هنري يتمنى تفادي دعم جيمس لمدعي العرش بركين واربك بمثل هذا التحالف. وفي النهاية تم الزواج في أدنبرة في 8 أغسطس 1503. ولكن هنري السابع الذي كان بخيلا أعطى بنته مهرا ضئيلا والنزاعات بشأن هذا أشعلت الشرر في العلاقات بين المملكتين ولم يعالجها الزواج بالرغم من عقد معاهدة للسلام الدائم. وكامل حياة مارغريت بعد زواجها مع جيمس الرابع كان سلسلة لا تنتهي من الدسائس، أولاً مع فئة سياسية ثم أخرى؛ مرة لمصلحة وطنها الأصلي في أخرى في عداوة معها، وكانت تصرفاتها متأثرة بشكل رئيسي في جميع الأوقات باعتبارات مالية.
توجت مارغريت في أدنبرة في مارس 1504. وحتى عام 1507 لم يكن لديها أطفال؛ بين ذلك التاريخ وعام 1510 أنجبت ابنين وبنتا ماتوا جميعهم صغارا؛ في 1512 ولدت الابن الذي خلف أباه وهو جيمس الخامس؛ وفي 1513 حملت بابن هو ألكساندر وأصبح دوق روس ومات في السنة التالية.

## وصايتها على العرش
كان النزاع مع أخيها هنري الثامن على ميراث طالبت به مارغريت كان سببا مساهما للحرب التي قامت قبل أن تنتهي في فلودن حيث قتل جيمس الرابع في 9 سبتمبر 1513 وبوصيته عين مارغريت ولية الأمر الوحيدة على ابنها الرضيع الذي أصبح الملك جيمس الخامس وانقسمت اسكتلندا إلى طرفين أحدهم يساند التحالف مع إنجلترا والآخر مع فرنسا. وكان زعيم الطرف الأخير هو جون ستيوارت دوق ألباني الوريث اللاحق للتاج الإسكتلندي بعد أبناء مارغريت التي مالت بنفسها للفئة الأكبر المناصرة للإنجليز؛ وعندما عاد ألباني إلى اسكتلندا من فرنسا بدعوة من البرلمان الإسكتلندي في ربيع عام 1514 تصاعد النزاع تقريباً إلى حرب أهلية.

## زواجها مجددا
بدأت مشاريع مختلفة لزواج مارغريت مجددا وكان لويس الثاني عشر ملك فرنسا والإمبراطور ماكسيمليان ممن تقدموا لطلب يد الأرملة الشابة ثم تزوجت الملكة آرتشيبالد دوغلاس إيرل أنغوس في 6 أغسطس 1514. ونتائج هذا الزواج كانت عزل العديد من أقوى النبلاء خصوصاً إيرل أران وهوم وجعل مارغريت معتمدة كلياً على بيت دوغلاس؛ بينما أصدر المجلس قرارا لإزالة وصايتها على العرش ووصاية الملك لمصلحة ألباني في يوليو 1515. وكان على ألباني يحاصر مارغريت في قلعة ستيرلنج قبل أن تسلم أبنائها مع تعهد بالاستسلام، وعادت مارغريت إلى أدنبرة، وبما أنها لم تعد مسؤولة عن رعاية الملك هربت إلى إنجلترا في سبتمبر حيث بعد شهر أنجبت طفلة من أنغوس وهي مارغريت التي أصبحت فيما بعد كونتيسة لينوكس وأم اللورد دارنلي وجدة جيمس الأول ملك إنجلترا.
في صيف 1516 مارغريت ذهب إلى بلاط أخيها في لندن، بينما أنغوس عاد إلى اسكتلندا حيث عقد سلاما مع ألباني وأعيد إلى أملاكه. وتعقد التنافس بين الفئات الفرنسية والإنجليزية في اسكتلندا بالعداءات الخاصة بين عائلتي هاملتون ودوغلاس، والتي كانت منهما تفرض عائلات مثل أران وأنغوس سلطتها في غياب ألباني في فرنسا، حيث احتجزه فرانسوا الأول بطلب من هنري الثامن. وكانت مارغريت التي تتخاصم مع زوجها على الأمور المالية، اشتركت في بادئ الأمر مع أران وبدأت بالتفاوض لطلاقها من أنغوس. ومن المحتمل أن ألباني الذي كان في روما والذي وجد حليفاً غير متوقع في الملكة الأم ساعدها في هذا، وعزلت مارغريت بشكل مؤقت من الفريق الإنجليزي بمعارضة أخيها هنري لطلاقها.
عندما عاد ألباني إلى اسكتلندا في 1521 كانت شراكته مع مارغريت سببا لاتهامه بأنه كان بهدف لأن يتزوجها نفسه ففضل طلاقها من أنغوس، وتم التلميح حتى بأنها كانت عشيقة ألباني. وبما ألباني كان مدعوما بقوة من قبل البرلمان الإسكتلندي، رأى أنغوس من الضروري أن ينسحب إلى فرنسا حتى عام 1524. أثناء هذه السنوات كانت الحرب قائمة بين الإنجليز والاسكتلنديين على الحدود، لكن في مايو 1524 ألزم ألباني للذهاب إلى فرنسا. واستهدف هنري الثامن ضمان حماية ابن أخته ملك الاسكتلنديين بشكل مستمر؛ بينما مارغريت تأرجحت من فئة إلى فئة دون أي سياسة ثابتة، ما لم تكن تنصيب ابنها، وإعلانه ملكاً، وهو ما نجحت به في يوليو 1524.

## سنواتها اللاحقة
كانت الملكة الأم في هذا الوقت قد وقعت في حب هنري ستيوارت، ابن اللورد أفوندال الثاني والذي تزوجته فوراً بعد حصولها على الطلاق من أنغوس في عام 1527. الآن مارغريت وزوجها الجديد الذي أصبح اللورد ميثفين، أصبحا الآن لفترة من الوقت القوة النافذة على مستشاري جيمس الخامس. لكن عندما أحبطت رغبتها لترتيب اجتماع بين جيمس وهنري الثامن في عام 1534 وذلك بمعارضة رجال الدين والمجلس، قررت مارغريت بدافع من الإحباط بكشف بعض الأسرار إلى هنري وأدى هذا إلى اتهامها من قبل ابنها بالخيانة مقابل المال والعمل كجاسوسة إنجليزية. في عام 1537 كانت متلهفة للحصول على طلاقها من ميثفين، ورغبتها كانت على وشك التحقق عندما فشلت بتدخل جيمس. بعد سنتين تصالحت مع زوجها، والذي لم تنجب منه أطفالا؛ واستمرت بتدبير الدسائس في اسكتلندا وإنجلترا إلى أن ماتت في قلعة ميثفين في 18 أكتوبر 1541.